# 卡洛·波桂
卡洛·波桂（法語：Carole Bouquet，1957年8月18日—），是出生於法國巴黎的女演員及模特兒。

## 生平
她曾經在007電影最高機密(英文：For Your Eyes Only) 中擔任邦女郎的角色。最近則是在美國HBO影集慾望城市當中飾演凱莉的俄羅斯籍男友的法國前妻。她還曾經是香奈兒香水的廣告代言人。
親家為漢諾威王妃、摩納哥公主卡洛琳，她的兒子迪米特里·拉薩姆娶了卡洛琳之女夏洛特·卡西拉奇。

## 電影作品
- La Mante（2017）
- 漫舞精靈歐荷伊 Aurore （2006）
- 極速追殺令 Wasabi （2001）
- 狂愛情挑 In All Innocence （1999）
- 红与黑 Le Rouge et le Noir（1997）
- 白痴之日Tag Der Idioten（1982）
- 最高機密 For Your Eyes Only （1981）
- 朦胧的欲望 That Obscure Object of Desire （1977）

## 電視劇作品
- 慾望城市(最後一季)

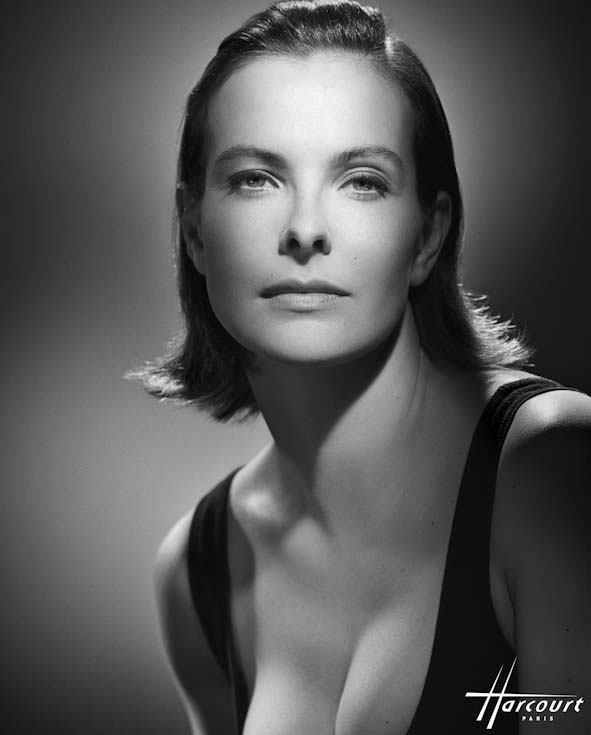
1995年
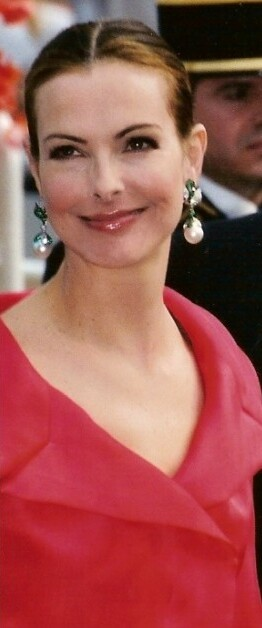
2001年
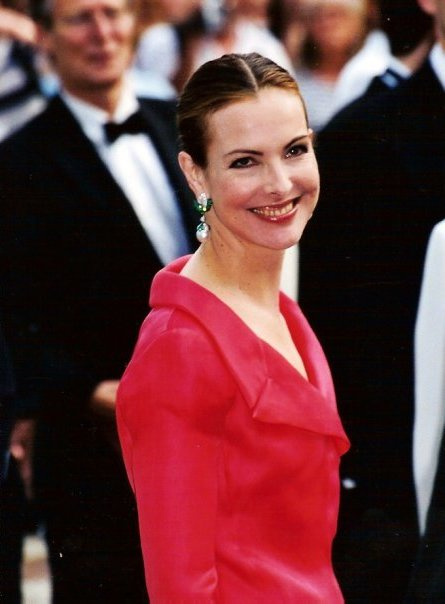
2001年
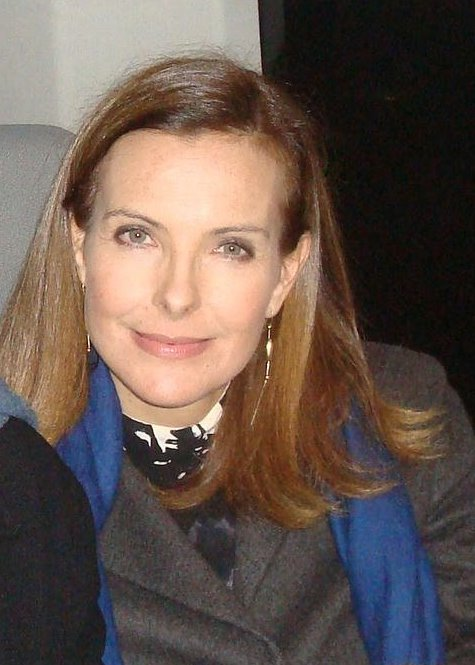
2007年
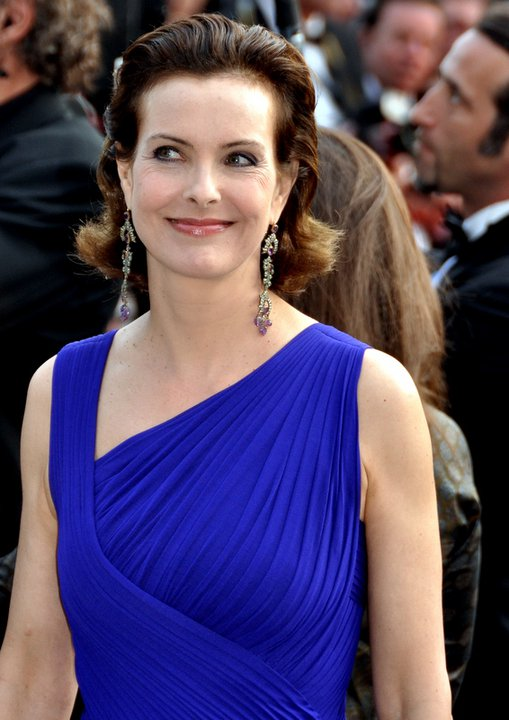
2011年
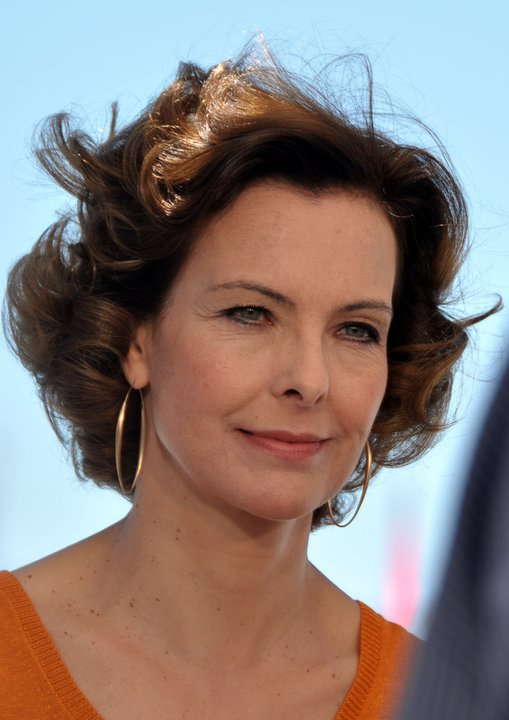
2011年
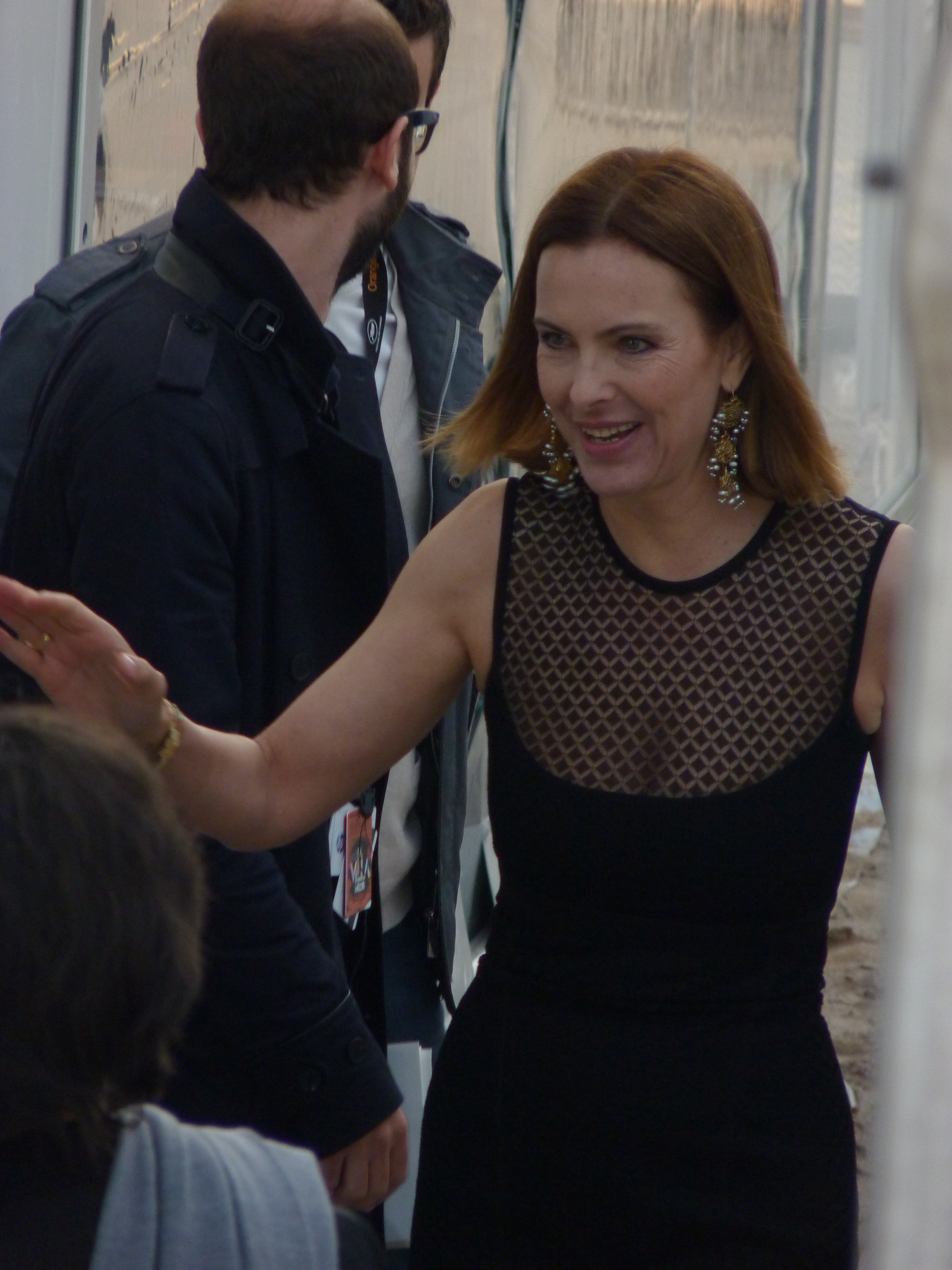
2012年
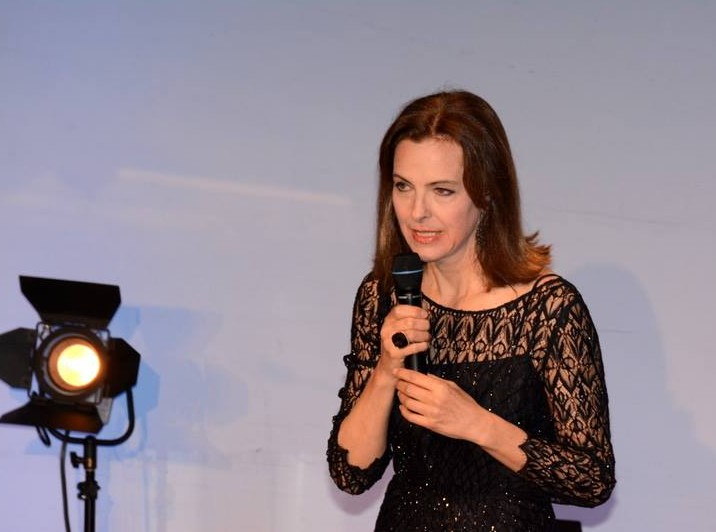
2014年